# Half-Life 2: Episode Two
A Half-Life 2: Episode Two a második része annak a Valve által készített, háromtagú kiegészítőcsomag-sorozatnak, amely kronologikus módon továbbviszi a 2004-ben kiadott számítógépes játék, a Half-Life 2 eseményeit. Ez az epizód az Orange Box videójáték-csomag részeként jelent meg. A játék különáll a Half Life 2-től olyan szempontból, hogy használatához nem kell telepíteni azt, és nem kell kapcsolni egy Steam felhasználóhoz sem.
A második fejezetnek az a célja, hogy koncentráljon a terjedelmes környezetre, az utazásra és a kevesebb egybefüggő játékra. Az Episode One záró eseményeit követően Gordon Freeman és a sorozat többi jelentős szereplői a City 17-et körülvevő kelet-európai stílusú vidékre tartanak.

## Történet
|  | Alább a cselekmény részletei következnek! |

A története szorosan az előző rész után játszódik. A Citadel megsemmisülése folyamán felszabaduló energia egy szuperportál létre jöttét eredményezte. Az épület számítógépéből kinyert adatokat a White Forest (Fehér Erdő) nevű titkos bázison tartózkodó tudósok csoportjához kell eljuttatnia Gordon Freemannek. A játék elején egy Hunter megtámadja Alyxet, aki súlyosan megsérül. A Vortigauntok tudnak segíteni, de csak akkor, ha Gordon az antlionok fészkéből szerez egy bizonyos anyagot, amit ők csak "Vortessence"-nek hívnak. A kalandos út után sikerül magához téríteni a lányt, ám a mágikus cselekmény közben G-Man is megjelenik Gordon vízióiban. Továbbhaladásuk során egy lerombolt híd túloldaláról Freeman szerez egy autót, mellyel gyorsabban mehetnek White Forest felé. Útközben találnak egy Combine Advisort, amivel majdnem végeznek is, de az végül elmenekül. A Combine erők üldözik őket a bázisra vezető útjuk alatt. A megérkezésük után Freeman feladata, hogy megvédje azt a támadó Striderektől. Miután elmúlt a fenyegetés, a kutatócsapat sikeresen elindít egy rakétát, ami bezárja a szuperportált. Ekkor Alyx apját megöli két advisor.
|  | Itt a vége a cselekmény részletezésének! |

## Újdonságok
A játékban számos újdonság található. Két újfajta antlion jelenik meg. Az első egy sötétben világító antlion hernyó, egy olyan ártalmatlan, féreghez hasonló teremtmény, ami egy kisebb életerő felvételként és egyben fényforrásként is működik. A második az antlion dolgozó (vagy acidlion), aminek a teste egy erőteljes és mérgező savat termel. Szintén hozzáadtak egy új antlion királynőt, amelynek külseje a sötétben világít.
Megjelenik az új Synth-típusú Hunter, amit már láthattunk egy rövid videó üzenetben az Episode One során. A vadász (Hunter) erőteljes és rugalmas ellenség, bárhová képes követni (kb. 2,4 méter magas). A játékos épületen belül és kívül is találkozhat vele.
Az Epizód kettő tartalmaz egy új, Stridert megsemmisítő eszközt, amit a tervezőjéről Dr. Magnusson után Magnusson Device-nak neveznek. Az eszköz a Gravity gun segítségével a Strider testére juttatható, ami arra ráragad és az akár egy pisztolylövéssel felrobbantható.
A játék nagy részét autóval tesszük meg, ami hasonlít egy átalakított 1969-es Dodge Chargerre. Később beleszerelnek egy radarrendszert, aminek a segítségével utánpótlási rejtekhelyeket találhatunk meg. A végső csatában egy tárolóállványt szerelnek a kocsi hátuljára a Magnusson Device számára. Továbbá a radart újrakalibrálják, hogy az ellenségeket és a Magnusson Device elosztókat is kijelezze.
Ezenkívül ez az epizód új kinézetet ad néhány Combine katonának és az ellenség mesterséges intelligenciája is kifinomultabb lett.